# ري جوانغ سيك
ري جوانغ سيك (مواليد 5 مارس 1970) هو ملاكم كوري شمالي، مثّل بلاده في الألعاب الأولمبية الصيفية 1992.

## روابط خارجية
ري جوانغ سيك على موقع أوليمبيديا (الإنجليزية)